# Храм Троицы Живоначальной в Останкине
Храм Троицы Живоначальной в Останкине — приходской храм Троицкого благочиния Московской городской епархии Русской православной церкви.
Памятник старорусского культового зодчества, одна из кульминационных точек в развитии московского узорочья. Примечателен как одна из тех построек конца XVII века, фасады которых сплошь закрыты декором. Входит в комплекс памятников музея-усадьбы «Останкино».

## Строительная история
Первая деревянная церковь в селе Осташково (позднее Останкино) была построена в 1584 году при дьяке Щелкалове и была разрушена в Смутное время. Новая деревянная церковь строится с 1625 года по 1627 год князем Иваном Борисовичем Черкасским, которому поместье было пожаловано в 1617 году царем Михаилом Федоровичем.
Прошение о постройке каменного вотчинного храма при господских хоромах подано в 1677 году князем Михаилом Яковлевичем Черкасским, на что он получил благословение в том же году от Патриарха Иоакима. Каменную церковь было решено строить на новом месте, так как на старом прошло «моровое поветрие» — массовая гибель людей в результате эпидемии. Храм строился с 1677 по 1692 год: Тихвинский придел освящён в 1683 году, придел Александра Свирского в 1691 году, придел Святой Троицы в 1692 году; тем же 1692-м годом датируется иконостас. Несколько позже к храму пристроили крыльца и галерею, а также колокольню с шатровым завершением.
Шатровое завершение колокольни в 1739 году было разобрано и к 1754 году заменено новым, двухъярусным, в стиле барокко. В 1856 году иконостас храма ремонтировался под наблюдением архитектора М. Д. Быковского. В 1877—1878 годах по указанию графа А. Д. Шереметева архитекторы Н. В. Серебряков и Н. В. Султанов полностью отреставрировали храм и возвратили колокольне шатровое завершение, более подходящее по стилю к архитектуре храма.
Силуэт храма тогда был обогащён и иными прибавлениями в русском стиле: над крытым просто на два ската крыльцом был возведён богатый шатёр, напоминающий притворы ярославских храмов.

## Архитектура
Конструктивно это типичный для своего времени бесстолпный четверик на высоком подклете с одинаковыми приделами по сторонами и гульбищем с трёх сторон. Особенность состоит в отсутствии трапезной. Во многих москвоведческих изданиях автором проекта каменного храма назван крепостной архитектор Павел Сидорович Потехин, однако точно его авторство не установлено. Композиция здания строго симметрична, а декоративные формы исключительны по разнообразию и нарядности. «Показателен контраст необычайно четко геометризированного, тяготеющего к простым квадратам плана церкви и яркого живописного богатства её объёма». Такое сочетание как раз свойственно постройкам Потехина, работавшего по заказам своего хозяина — князя Якова Одоевского, тестя М. Я. Черкасского.

## Новейшее время
Храм оставался действующим до 1933 года и в 1934 году стал частью музея-усадьбы «Останкино», который был создан ещё в 1918 году.
Храм отреставрировали и в нём разместили служебные помещения музея. В 1970-х годах провели реставрацию иконостасов и стенописи, ремонт кровли и фасадов. С 1980 года в храме проводились концерты духовной музыки. От первоначального резного иконостаса в стилистике нарышкинского барокко сохранилась только нижняя часть с Царскими вратами.
Вопрос о возобновлении служения в храме был поднят в 1990 году и был решен положительно. Перед передачей храма Русской православной церкви его отреставрировали по проекту архитектора Е. А. Черникова.
Главный придел храма освятил 23 марта 1991 года патриарх Алексий II, южный придел освятил 31 декабря 1994 года архиепископ Владимирский и Суздальский Евлогий (Смирнов), а северный 14 августа 1996 года архиепископ Истринский Арсений (Епифанов).
С марта 1991 по декабрь 1999 года в храме находилось подворье Оптиной пустыни, службы в нём проводились по монастырскому чину.

На Оптинское подворье приезжали люди со всех концов Москвы и Московской области. Иногда исповедь в выходные заканчивалась за полночь — настолько много было прихожан, желавших исповедоваться. Оптинские монахи не допускали формального или поверхностного отношения к Таинству. Необходимо отметить, что речь не идет о пресловутом «откровении помыслов» — практике, которой злоупотребляют некоторые священнослужители, — а о возогревании в человеке духа покаяния и об осознании им бесконечного милосердия Божия.

Настоятелем храма был Феофилакт (Безукладников). Несколько лет решался вопрос получения участка земли рядом с храмом.
В 2009 году настоятелем храма назначен епископ Солнечногорский Сергий (Чашин). В 2011—2013 годах в храме осуществлена реставрация иконостасов. Тем не менее в 2019 году отмечалась заметная деградация состояния старинных икон (вероятно, из-за использования в храме стеариновых свечей).
По благословению патриарха Московского и всея Руси Кирилла с 5 по 15 июля 2019 года для поклонения из Симферополя в храм была доставлена частица мощей святителя Луки (Войно-Ясенецкого), архиепископа Симферопольского и Крымского.
- 1850-е года
- 1888 год

## Духовенство
- Настоятель храма — Сергий (Чашин), митрополит Сингапурский и Юго-восточно-азиатский.
- Протоиерей Владимир Мишкорез.
- Протоиерей Димитрий Мышев.
- Иерей Александр Чурочкин.
- Иерей Евгений Суслов.
- Иерей Павел Павличенко.
- Диакон Михаил Бану[11].

## Престолы
- Троицы Живоначальной
- Преподобного Александра Свирского
- Тихвинской иконы Божией Матери
- Святителя Николая Чудотворца